# Шапіренко Річард Павлович
Рі́чард Па́влович Шапіренко (нар. 9 березня 1995 — 3 листопада 2022) — солдат Збройних сил України.

## Життєвий шлях
Випускник Ліцею № 36 міста Житомира імені Ярослава Домбровського. Здобув робітничу професію у Житомирському професійному політехнічному ліцеї № 6.

Із початком російської агресії, з перших днів війни став на захист України.
"Річард Шапіренко – смілива, відважна людина, – каже друг загиблого Андрій. – На жаль, загинув, але він забрав із собою на той світ не одного виродка".
Загинув захисник під час виконання бойових завдань, обороняючи Андріївку на Луганщині.
11 листопада 2022 року був похований в Житомирі, на військовому кладовищі.

## Нагороди
Указом Президента України №25/2023 від 20 січня 2023 року, нагороджений орденом “За мужність” ІІІ ступеня посмертно.